# Comuna Vahivka, Vîșhorod
Vahivka (în ucraineană Вахівка) este o comună în raionul Vîșhorod, regiunea Kiev, Ucraina, formată din satele Liubîdva și Vahivka (reședința).

## Demografie
Componența lingvistică a comunei Vahivka
     Ucraineană (98,31%)
     Rusă (1,69%)
Conform recensământului din 2001, majoritatea populației comunei Vahivka era vorbitoare de ucraineană (98,31%), existând în minoritate și vorbitori de rusă (1,69%).